# Majano (Italia)
Majano (Maian en friulano) es una población de 6.118 habitantes en la provincia de Udine, en la región autónoma de Friuli-Venecia Julia.

## Demografía
| Gráfica de evolución demográfica de Majano entre 1861 y 2001 |
|                                                              |
| Fuente ISTAT - elaboración gráfica de Wikipedia              |

- Datos: Q53277
- Multimedia: Majano / Q53277

1. ↑  Worldpostalcodes.org, código postal n.º 33030.
2. ↑  «Codici Catastali». Comuni-italiani.it (en italiano). Consultado el 29 de abril de 2017.